# Мішель Сміт
Мішель Сміт (16 грудня 1969) — ірландська плавчиня.
Олімпійська чемпіонка 1996 року, учасниця 1988, 1992 років.
Чемпіонка Європи з водних видів спорту 1995, 1997 років.